# カンポフェリーチェ・ディ・ロッチェッラ
カンポフェリーチェ・ディ・ロッチェッラ (イタリア語: Campofelice di Roccella, シチリア語: Campufilici di Ruccedda) は、イタリア共和国シチリア州パレルモ県にある、人口約7,600人の基礎自治体（コムーネ）。

## 地理

### 位置・広がり
パレルモ県中部、ティレニア海に面したコムーネ。県都パレルモから東南東へ48kmの距離にある。
市域は海岸に沿って東西に細長い。イメラ・セッテントリオナーレ川 (it:Imera settentrionale) （グランデ川）が西端となっており、対岸はテルミニ・イメレーゼである。

#### 隣接コムーネ
隣接するコムーネは以下の通り。
- コッレザーノ
- ラスカリ
- テルミニ・イメレーゼ

## 交通
市域の西部にあるブオンフォルネッロ (Buonfornello) は、西へパレルモ、東へメッシーナ、南へカルタニッセッタを経てカターニアに至る高速道路（アウトストラーダ）の分岐点となっている。

### 道路
アウトストラーダ
- アウトストラーダ A19
〔パレルモ〕 - ブオンフォルネッロ - 〔カルタニッセッタ - エンナ - カターニア〕
- アウトストラーダ A20
ブオンフォルネッロ - 〔メッシーナ〕

2本のアウトストラーダは欧州自動車道路にも指定されている。アウトストラーダの路線指定とは異なり、パレルモからカターニアへの東西方向の路線がE90号線の一部に、カターニアに向かう路線がE932号線に指定されている。
国道
- SS113 (it:Strada statale 113 Settentrionale Sicula)

### 鉄道
- パレルモ＝メッシーナ線 (it:Ferrovia Palermo-Messina) 
〔パレルモ〕 - カンポフェリーチェ駅 (it:Stazione di Campofelice)  - 〔メッシーナ〕